# Національно-демократичний альянс (Індія)
Національно-демократичний альянс (гінді राष्ट्रीय जनतांत्रिक गठबंधन) — правоцентристська коаліція політичних партій в Індії, сформована 1998 року. Найбільшою партією коаліції є Бхаратія джаната парті. Альянс перебував при владі у 1998—2004 роках. Почесним головою Альянсу є колишній прем'єр-міністр Атал Біхарі Ваджпаї.

## Партії— члени НДА
| Партія                   | Місць у Лок Сабха | Місць у Радж'я Сабха |
| ------------------------ | ----------------- | -------------------- |
| Бхаратія джаната парті   | 117               | 49                   |
| Шив сена                 | 11                | 4                    |
| Широмані Акалі Дал       | 4                 | 3                    |
| Теленгана Раштра Саміті  | 2                 | 0                    |
| Асом Гана Парішад        | 1                 | 0                    |
| Народний фронт Нагаленду | 1                 | 0                    |
| Харіана Джанхіт Конгрес  | 1                 | 0                    |

## Колишні члени Альянсу
- Національна Конференція Джамму та Кашміру
- Дравіда Муннетра Каракам
- Раштрія Лок Дал
- АІАДМК
- Марумаларчі Дравіда Муннетра Каракам
- Біджу джаната дал